# Kristjan Palusalu
Kristjan Palusalu, (né Christian Trossmann le 10 mars 1908 dans le village de Varemurru dans la commune de Saulepi dans l'arrondissement de Pernau (en) en Livonie aujourd'hui Commune de Audru dans le Comté de Pärnu en Estonie  - mort le 17 juillet 1987 à Tallinn), est un lutteur gréco-romain et un lutteur libre de nationalité estonienne.

## Palmarès
Il obtient deux médailles d'or lors des Jeux olympiques d'été de 1936 à Berlin en Lutte, en catégorie poids lourds tant en lutte libre qu'en lutte gréco-romaine.
Au niveau continental, il remporte la médaille d'or en 1937 à Paris.